# 湯必選
湯必選（？—？），字士衡，号芝台，南直隶寧國府宣城县人，明朝政治人物。

## 生平
万历四十年（1612年）壬子科舉人，四十四年（1616年）丙辰科进士，吏部觀政，四十五年仕至新城县知县。

## 家族
曾祖湯鑾，孝行冠带，祖湯沐，臨淮學谕。父湯以栢，臨淮知州。